# Arbavere
Arbavere est un village de la commune de Kadrina du comté de Viru-Ouest en Estonie.
Au 31 décembre 2011, il compte 39 habitants.